# San Antonio (miasto w Chile)
San Antonio – miasto portowe w Chile leżące w regionie Valparaíso (tzw. region V). Obszar miasta liczący 405 km² według spisu z 2002 roku zamieszkiwało 87 205 mieszkańców.
Oddalone o 114 km na południe od Valparaíso (stolica regionu) miasto założył Antonio Núñez de Fonseca.